# Brachysyllabus
Ein Brachysyllabus (gr. „kurzsilbig“) ist in der antiken Verslehre ein Versfuß, der nur aus kurzen Silben besteht. Beispiele sind der Pyrrhichius mit zwei Kürzen (Schema: ◡◡), der Tribrachys mit drei Kürzen (◡◡◡) und der Prokeleusmatikos mit vier Kürzen (◡◡◡◡).